# Phasia maculosa
Phasia maculosa là một loài ruồi trong họ Tachinidae.